# 朱颖文
朱颖文（1981年9月9日—），上海人，中国女子游泳运动员。

## 生平
2004年雅典奥运会、2008年北京奥运会中国体育代表团成员。主攻短距离自由泳。
朱颖文参加了2004年雅典奥运会，在女子4x200米自由泳接力比赛中和杨雨、徐妍玮、庞佳颖合作夺得银牌。2005年蒙特利尔游泳世锦赛上，朱颖文夺和500米自由泳和4x200米自由泳接力两块铜牌。2008年北京奥运会，朱颖文参加了女子50米自由泳、女子100米自由泳和女子4×100米自由泳接力三项比赛，于女子100米自由泳预赛中游出54分01秒的成绩，追平了亚洲纪录。
朱颖文于2009年第十一届全运会后退役，2011年与赛艇运动员周意男结婚，同年4月成为上海交通大学的体育系讲师，带交大游泳队训练。

## 运动经历
- 1988年 上海市卢湾区少体校进行训练 教练徐仁惠
- 1994年 上海市体育运动技术学院（现为上海市体育运动职业学院）
- 1994年 上海市游泳队 教练徐惠琴
- 1997年 国家游泳队 教练徐惠琴

## 主要成绩
- 1997年 东亚运动会 100米自由泳 第一名
- 2001年 全国运动会 4×200米自由泳接力 第一名
- 2002年 亚洲运动会 4×200米自由泳接力 第一名
- 2002年 世界短池游泳锦标赛 4×200米自由泳接力 第一名
- 2003年 全国游泳锦标赛 50米自由泳 第三名
- 2004年 奥林匹克运动会 4×200米自由泳接力 第二名
- 2005年 世界游泳锦标赛决赛50米自由泳 第三名
- 2005年 全国运动会
  - 50米自由泳 100米自由泳 4×100米自由泳接力 4×200米自由泳接力 第一名
  - 200米自由泳 4×100米混合泳接力 第三名
- 2005年 东亚运动会
  - 50米自由泳 4×100米自由泳接力 4×200米自由泳接力 4×100米混合泳接力 第一名
- 2006年 全国冬季游泳锦标赛
  - 50米自由泳 100米自由泳 第一名
- 2007年 日本国际游泳邀请赛 50米自由泳 第三名
- 2008年 全国游泳冠军赛暨奥运选拔赛
  - 50米自由泳 100米自由泳 第二名

## 主要记录
- 世界纪录 7:46.30 2002年世界短池锦标赛 4×200米自由泳接力
- 亚洲纪录 8:08.00 2001年全国运动会 4×200米自由泳接力
- 亚洲纪录 53.84 2008年奥林匹克运动会 100米自由泳

## 视频
- 【我的奥林匹克】朱颖文 （页面存档备份，存于）